# 伊德里察
伊德里察（羅馬化：Idritsa）是俄罗斯普斯科夫州的市级镇、谢别日区第二大聚居地，地处普斯科夫州西南部，位于韦利卡亚河一支流伊德里察河畔，在区行政中心谢别日东偏北、州府普斯科夫东南方。
镇内设有同名铁路车站；M9公路（波罗的公路）从该镇北侧经过。
该地2022年人口有4,432人；2010年人口4,988；2002年人口5,784；1989年人口5,541。